# バーナード・カレッジ
バーナード・カレッジ（英語: Barnard College）は、ニューヨーク州ニューヨーク市に本部を置くアメリカ合衆国のリベラル・アーツ大学。1889年創立、1889年大学設置。
コロンビア大学の傘下にある4つあるカレッジ（学部）の内の１つであり、コロンビア大学がかつて男子学生のみ受け付けていた時代に女子学生に高等教育を提供する目的で設立された。
全米最難関の女子大であり2023年の合格率は、応募者数11,804人に対し7.99%である。、セブン・シスターズに所属している。ヒドゥン・アイビーとしてメディアが取り上げることもある。
似たような大学に、ハーバード大学のラドクリフカレッジがある。

## 主な関係者
- ジーン・カークパトリック - 米国初の女性国連大使
- ジャクリン・バートン - 物理化学者、カリフォルニア工科大学教授、アメリカ国家科学賞、プリーストリー賞、米国科学アカデミー賞化学部門、アメリカ化学者協会ゴールドメダル
- マーガレット・ミード - 文化人類学者、アメリカ人類学会会長、大統領自由勲章、カリンガ賞、アメリカ芸術科学アカデミーフェロー
- バージニア・ホール - 第二次大戦時の諜報部員、大英帝国勲章、アメリカ合衆国殊勲十字章
- ヘンリエッタ・スウォープ - 天文学者、アニー・J・キャノン賞
- ローリー・アンダーソン - 作曲家、第61回グラミー賞最優秀室内楽、グッゲンハイム・フェロー
- スザンヌ・ヴェガ - シンガーソングライター、第50回グラミー賞、ピーボディ賞
- ログザンヌ・シーマン - 作詞家、作曲家、日本ゴールドディスク大賞洋楽部門グランプリ受賞
- ゾラ・ニール・ハーストン - 作家、民族学者、グッゲンハイム・フェロー
- トワイラ・サープ - ダンサー、振付家、トニー賞、マッカーサー・フェロー、グッゲンハイム・フェロー
- ジュンパ・ラヒリ - 小説家,ピューリッツァー賞　フィクション部門、オー・ヘンリー賞、グッゲンハイム・フェロー
- リディア・デイヴィス - 小説家、ブッカー国際賞、マッカーサー・フェロー、グッゲンハイム・フェロー
- エドウィージ・ダンティカ - 作家、ノイシュタット国際文学賞、全米批評家協会賞
- パトリシア・ハイスミス - 作家、フランス推理小説大賞、英国推理作家協会CWA賞
- エレン・ウィリス - ジャーナリスト、エッセイスト、全米批評家協会賞批評部門受賞
- シーグリッド・ヌーネス - 作家、グッゲンハイム・フェロー
- カサンドラ・クレア - 現代ファンタジー作家
- エリカ・ジョング - 小説家、詩人
- ジーン・ブラックウェル・ハトソン - 司書、作家
- ジェイミー・バビット - 映画監督、脚本家
- グレタ・ガーウィグ - 女優、映画監督、脚本家
- シンシア・ニクソン - 女優、政治活動家
- ジル・アイケンベリー - 女優、ゴールデングローブ賞主演女優賞
- ジェーン・ワイアット - 女優、プライムタイム・エミー賞主演女優賞２回
- リー・レミック - 女優
- ローレン・グレアム - 女優
- スプレイグ・グレイデン - 女優
- サラ・トンプソン - 女優
- ヴィネッサ・ショウ - 女優、モデル
- ジョーン・リバーズ - コメディエンヌ、テレビ司会者
- チェルシー・ペレッティ - コメディエンヌ、女優
- マーサ・スチュワート - 実業家
- マヤ・ストロ - ハワイ大学教員、オバマ大統領の異父妹
- 上野千鶴子 - 東京大学名誉教授
- 弓削昭子 - 法政大学教授、元国連職員

## 教員
- ガブリエラ・ミストラル - 元教員、ノーベル文学賞受賞者
- エリ・ヴィーゼル - 元教員、ノーベル平和賞受賞者
- レイマ・ボウィ - フェロー/教員、ノーベル平和賞受賞者
- レイモンド・モーリー - 元教員、法学者